# Solasteridae
De Solasteridae zijn een familie van zeesterren uit de orde van de Valvatida.

## Geslachten
- Crossaster Müller & Troschel, 1840
- Heterozonias Fisher, 1910
- Laetmaster Fisher, 1908
- Lophaster Verrill, 1878
- Paralophaster Fisher, 1940
- Rhipidaster Sladen, 1889
- Seriaster Jangoux, 1984
- Solaster Forbes, 1839
- Xenorias Fisher, 1913

## Afbeeldingen

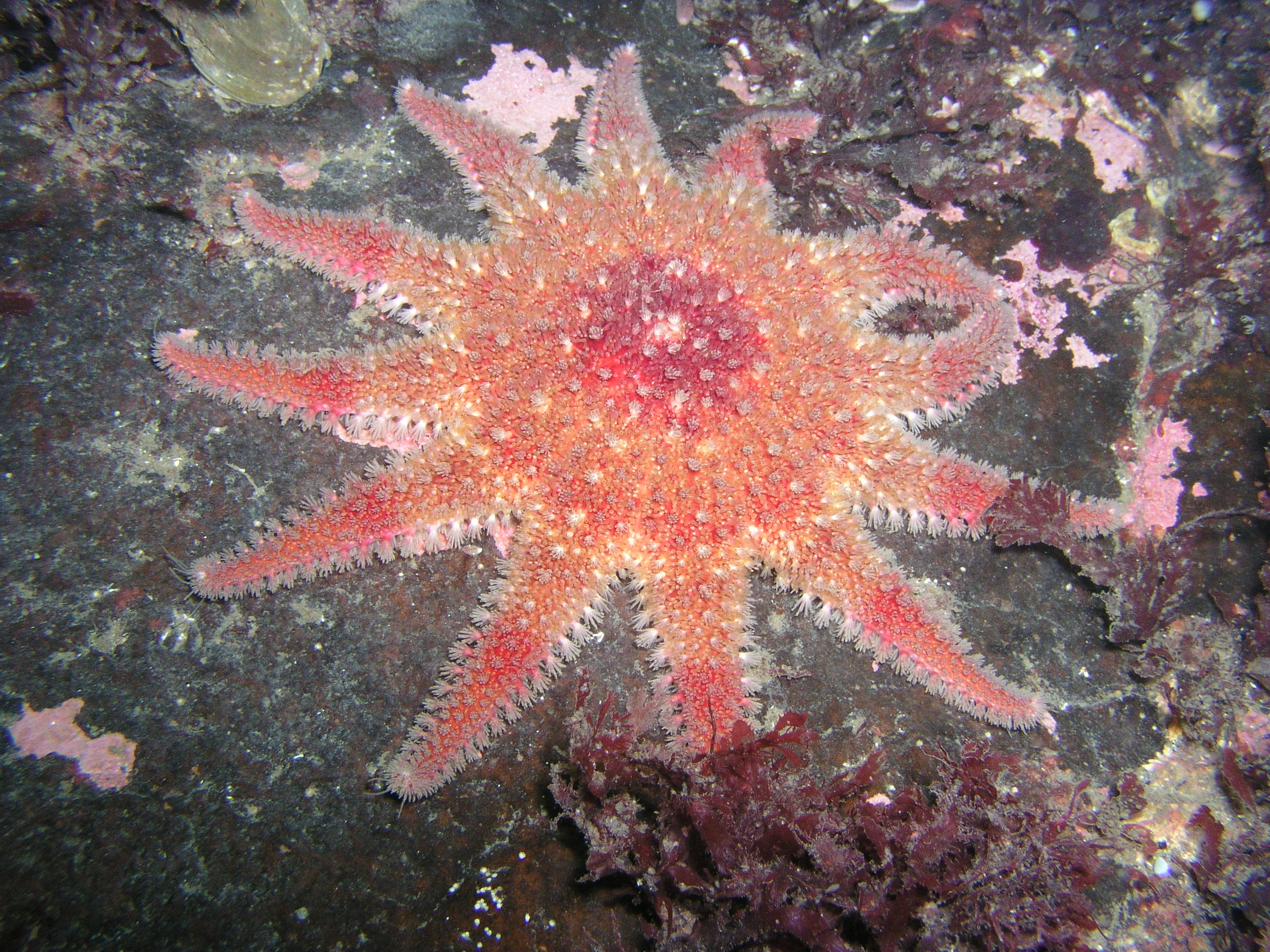
Crossaster papposus
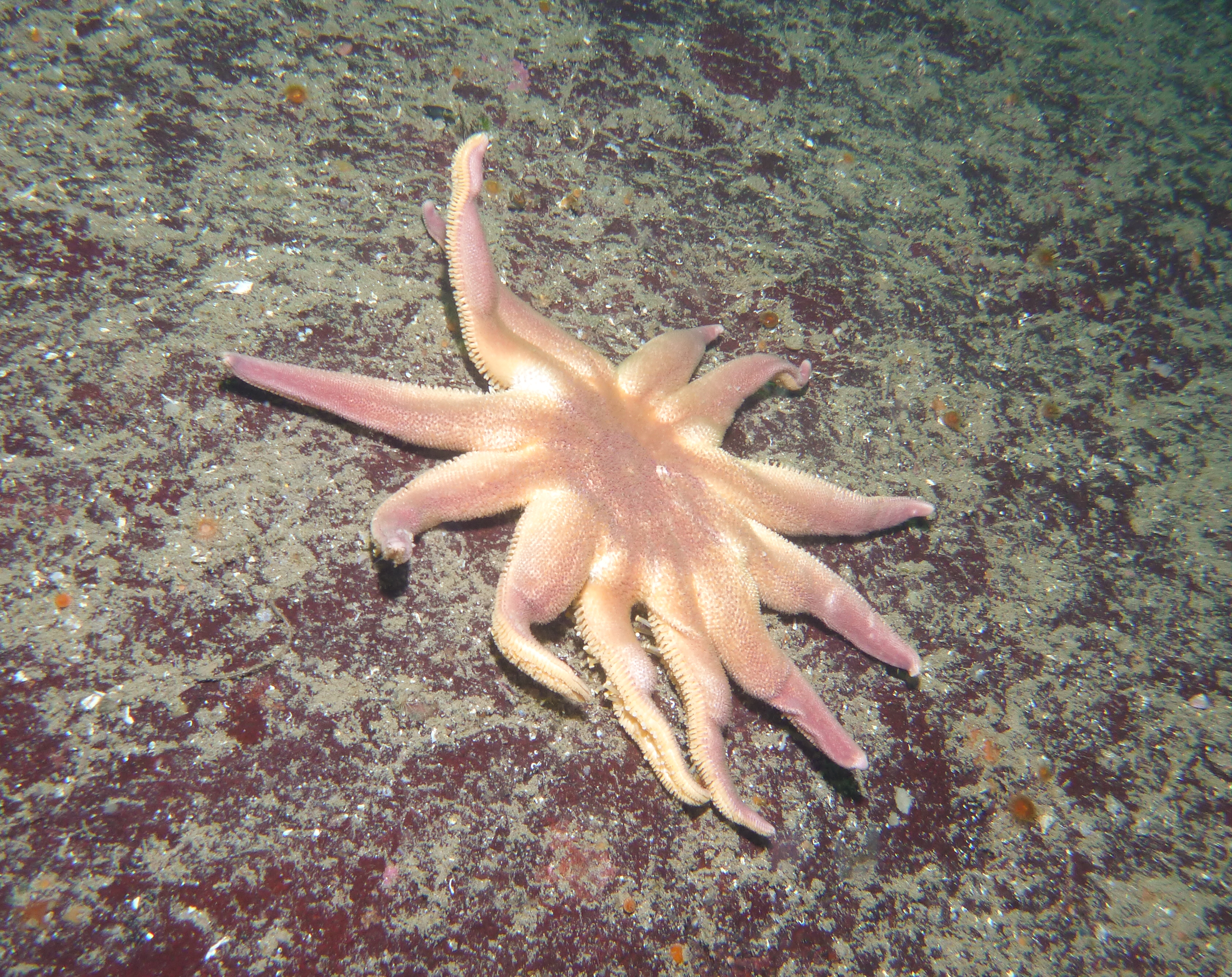
Solaster dawsoni
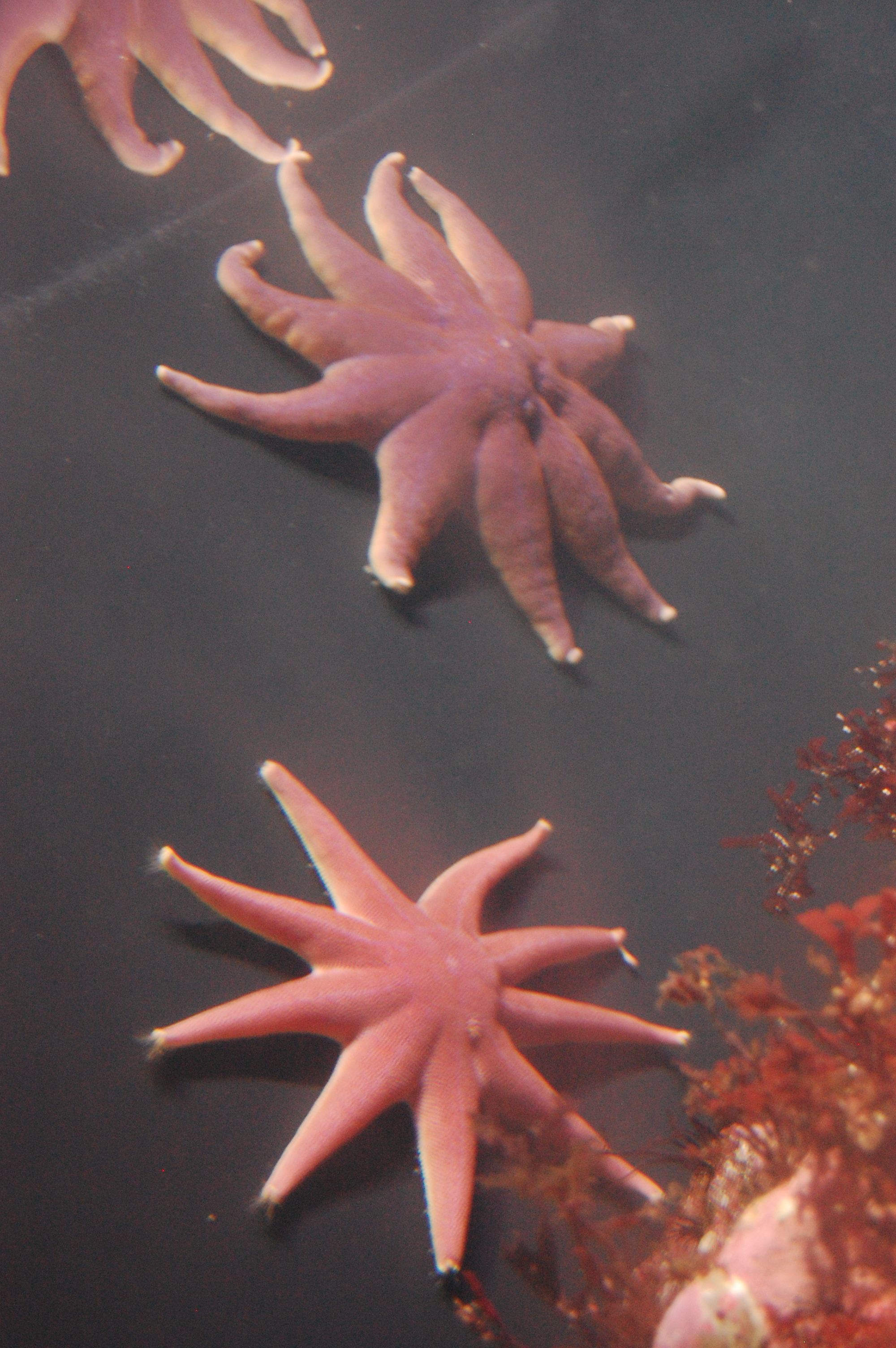
Solaster endeca
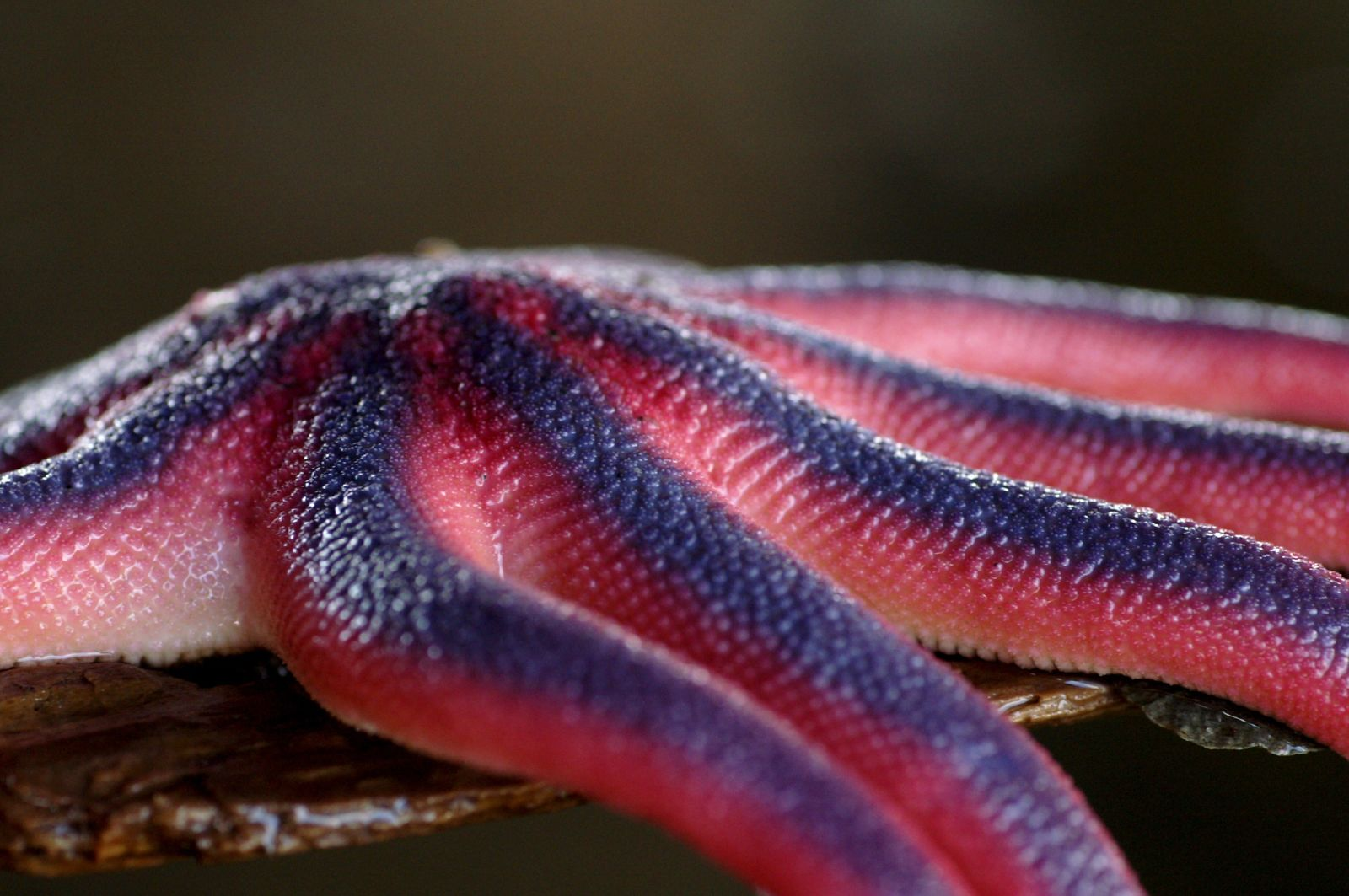
Solaster stimpsoni
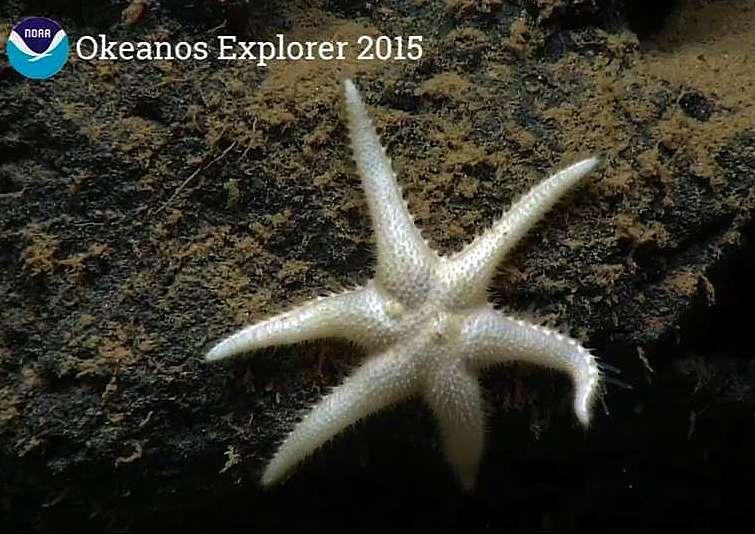
Laetmaster spectabilis